# Hierodula tornica
Hierodula tornica är en bönsyrseart som beskrevs av Max Beier 1935. Hierodula tornica ingår i släktet Hierodula och familjen Mantidae. Inga underarter finns listade i Catalogue of Life.